# 藍霄
藍霄(ランシャウ)は台湾の推理作家、評論家。産婦人科医でもある。本名は藍国忠。

## 来歴
高雄中学(日本の中学・高校に当たる)、中国医薬学院(のちの中国医薬大学)医学科、長庚大学臨床医学研究所修士課程を卒業し、現在は同研究所に勤務している。高校生の時に社会派推理小説の大家である松本清張の『砂の器』を読んで啓発を受け、医学院在学中に新本格推理小説に関する理論を読み、推理小説の執筆を志した。台湾推理小説の表現形式と精神の追求を、自己の創作目標としている。
デビュー作は台湾の雑誌『推理雑誌』14号に掲載された「屠刀」(1985年12月)。当時まだ高校生だった作者の未熟な筆致が見られ、作者が耽読していた武侠小説の影響も見られる。人々の注目を集めた「秦博士シリーズ」は『推理雑誌』72号に掲載された「迎新舞会殺人事件」(1990年10月)に始まり、この作品にはのちに作者が創作を続けるシリーズ探偵秦博士とその共演者たちが初めて登場している。大まかに言って、『推理雑誌』に短編を掲載していた時期の藍霄作品は本格推理小説の趣向を強く持っているが、社会人になって出版された長編作品にはその中に濃厚なリアリティが持ち込まれており、その作風は明確に変化している。
短編「医院殺人」(1990年)で第2回林仏児推理小説賞(林佛兒推理小說獎)の第3席となった。また、短編「自殺的屍体」(1995年)は、『推理雑誌』読者によってその年に掲載された創作短編推理小説の中の第1位に選出された(2位の胡軍「花街之女」(351ポイント)に大差をつける536ポイントを獲得した)。
日本の推理小説に造詣が深く、台湾で刊行されている日本推理小説の情報誌『謎詭』では島崎博、凌徹らとともに編集顧問を務めた(創刊号、Vol.2)。創刊号では、第9回日本ミステリー文学大賞授賞式を訪れた様子をレポートしている。

## 秦博士シリーズ
秦博士は藍霄の現在唯一のシリーズ探偵で、「迎新舞会殺人事件」(『推理雑誌』72号、1990年10月)を皮切りに、『推理雑誌』上で短編作品が次々と発表された。2004年からは3長編『錯置体』、『光与影』、『天人菊殺人事件』が出版された。そのうち『光与影』は第5回皇冠大衆小説賞の2次選考通過作品である。
このシリーズは謎解きの風味が濃厚であり、台湾の推理小説の中でも高水準の本格推理小説である。さらに、探偵役を務める秦博士とその助手たちは初登場時にみな大学生で、それによりかなり軽妙な雰囲気を持っており、本シリーズの極めて明確な特色となっている。
シリーズの登場人物は非常に多いが、作者は登場人物にかなり明確な、ときには漫画のキャラクターのような性格を与えており、読者が登場人物の判別に苦労することはない。このほか、秦博士シリーズが持つ非常に特殊な特徴として、短編作品と長編作品とで登場人物の年齢に大きな隔たりがあることが挙げられる。短編作品では主要登場人物は青年であり、そのため事件を軽々しく扱っているようなところも見られる。一方、長編の『錯置体』や『光与影』では、登場人物はみな社会人になっており、それにより小説の社会性も強まっている。同時に、事件の残酷な面も次第に増加している。台湾のシリーズ物の推理小説のなかでもあまり見られない、登場人物が時の経過ととも成長していく作品であるといえる。

## 作品リスト

### 日本語訳作品
- 錯誤配置 アジア本格リーグ1 (島田荘司選、玉田誠訳、講談社、2009年9月)ISBN 978-4-06-215759-9 - 『錯置体』(2004年)の日本語訳

### 長編小説
- 錯置体(2004年8月、大塊文化出版社)ISBN 9867600630
- 光与影(2005年7月、大塊文化出版社)ISBN 9867291409
- 天人菊殺人事件(2005年8月、小知堂出版社)ISBN 9574504239

### 短編小説
- 屠刀(1985、推理雑誌14号) - デビュー作
- 医院殺人(1990、推理雑誌66号)
- 迎新舞会人事件(1990、推理雑誌72号)
- 高四生之死(1991、推理雑誌82号)
- 玫瑰殺機(1992、推理雑誌87号)
- 高雄的事件--『情人節的推理』(1992、推理雑誌91号)
- 廬山温泉殺人事件 (1992、推理雑誌98号)
- 考試巻(1993、推理雑誌104号)
- 自殺的屍体(1995、推理雑誌124号)
- 高雄的事件--『東方慢車謀殺案』(1996、推理雑誌137号)
- 烈日下的高速彎道(1996、推理雑誌140号)
- 高雄的事件--『芋郷事件』(1996、推理雑誌146号)
- 高雄的事件--『不在場証明?』(2002)
- 高雄的事件--『大貝湖的恐龍』(2004、野葡萄文学誌(野葡萄文學誌)第5号)